# WAIS
WAIS, sigla di Wide Area Information Server (servizio di informazioni su vasta area), è un sistema distribuito di ricerca di testi, basato sul protocollo ANSI Z39.50 per la ricerca su computer remoti.
WAIS esamina il contenuto dei file invece dei loro titoli. Logicamente il compito è molto più impegnativo, vista la mole di dati da analizzare, e i tempi di risposta sono talvolta poco brillanti.
WAIS utilizza il feedback: il programma effettua una ricerca sulla base delle parole chiave inserite dall'utente e risponde con una lista di documenti che corrispondono alle parole chiave. L'utente esamina i documenti trovati e indica al WAIS quali sono conformi alla ricerca. WAIS andrà a cercare altri documenti conformi a questa seconda specifica, affinando la selezione dei documenti effettivamente attinenti alla ricerca.